# زدراوکو چولیچ
 زدراوکو چولیچ (به صربی: Zdravko Čolić) خواننده صرب از بوسنی است. شهرت او از دهه ۱۹۷۰ در یوگسلاوی پیشین آغاز شد.

## زندگی
کولیچ از پدر و مادری صرب در سارایوو به دنیا آمده است. او دانش‌آموخته رشته اقتصاد از دانشگاه سارایوو است.

## ترانه ها
از معروف‌ترین ترانه‌های او "اگر نزدیکتر شوی" Ako priđeš bliže / If You Come Closer است که در سال ۱۹۷۸ خوانده شده و محبوبیت فراوانی را برای او ایجاد کرد.
از او چهارده آلبوم تاکنون منتشر شده‌است.

## تاثیر جنگ بوسنی
در جریان جنگ هشت ساله در یوگسلاوی، فعالیت چولیچ موقتاً متوقف شد.
او در سال ۲۰۱۱ کنسرت چهلمین سال خوانندگی اش را در بلگراد اجرا کرد. حدود صد هزار نفر در این برنامه شرکت کردند.